# Nachgelassener Walzer Nr. 4
Nachgelassener Walzer Nr. 4 ist der vierte und letzte Nachlasswalzer von Johann Strauss Sohn ohne Opuszahl. Das Werk wurde am 23. Oktober 1903 im Theater an der Wien erstmals aufgeführt.

## Einzelnachweis
1. ↑  Quelle: Englische Version des Booklets (Seite 131) in der 52 CDs umfassenden Gesamtausgabe der Orchesterwerke von Johann Strauß (Sohn), Hrsg. Naxos (Label). Das Werk ist als sechzehnter Titel auf der 50. CD zu hören.